# Сиукс (окръг, Айова)
Вижте пояснителната страница за други значения на Сиукс.
Окръг Сиукс (на английски: Sioux County) е окръг в щата Айова, Съединени американски щати. Площта му е 1992 km², а населението - 31 589 души (2000). Административен център е град Ориндж Сити.